# Hiệp hội bóng đá Ai Cập
Hiệp hội bóng đá Ai Cập (tiếng Ả Rập: الاتحاد المصري لكرة القدم) là tổ chức quản lý, điều hành các hoạt động bóng đá ở Ai Cập. Hiệp hội quản lý đội tuyển bóng đá quốc gia nam và nữ, tổ chức các giải bóng đá như vô địch quốc gia và cúp quốc gia. Hiệp hội bóng đá Ai Cập gia nhập FIFA năm 1923 và CAF năm 1957.